# Zeuglopora arctata
Zeuglopora arctata är en mossdjursart som beskrevs av Harmer 1957. Zeuglopora arctata ingår i släktet Zeuglopora och familjen Biporidae. Inga underarter finns listade i Catalogue of Life.